# Homalanthus arfakiensis
Homalanthus arfakiensis är en törelväxtart som beskrevs av John Hutchinson. Homalanthus arfakiensis ingår i släktet Homalanthus och familjen törelväxter. Inga underarter finns listade i Catalogue of Life.